# Delaunay-Belleville

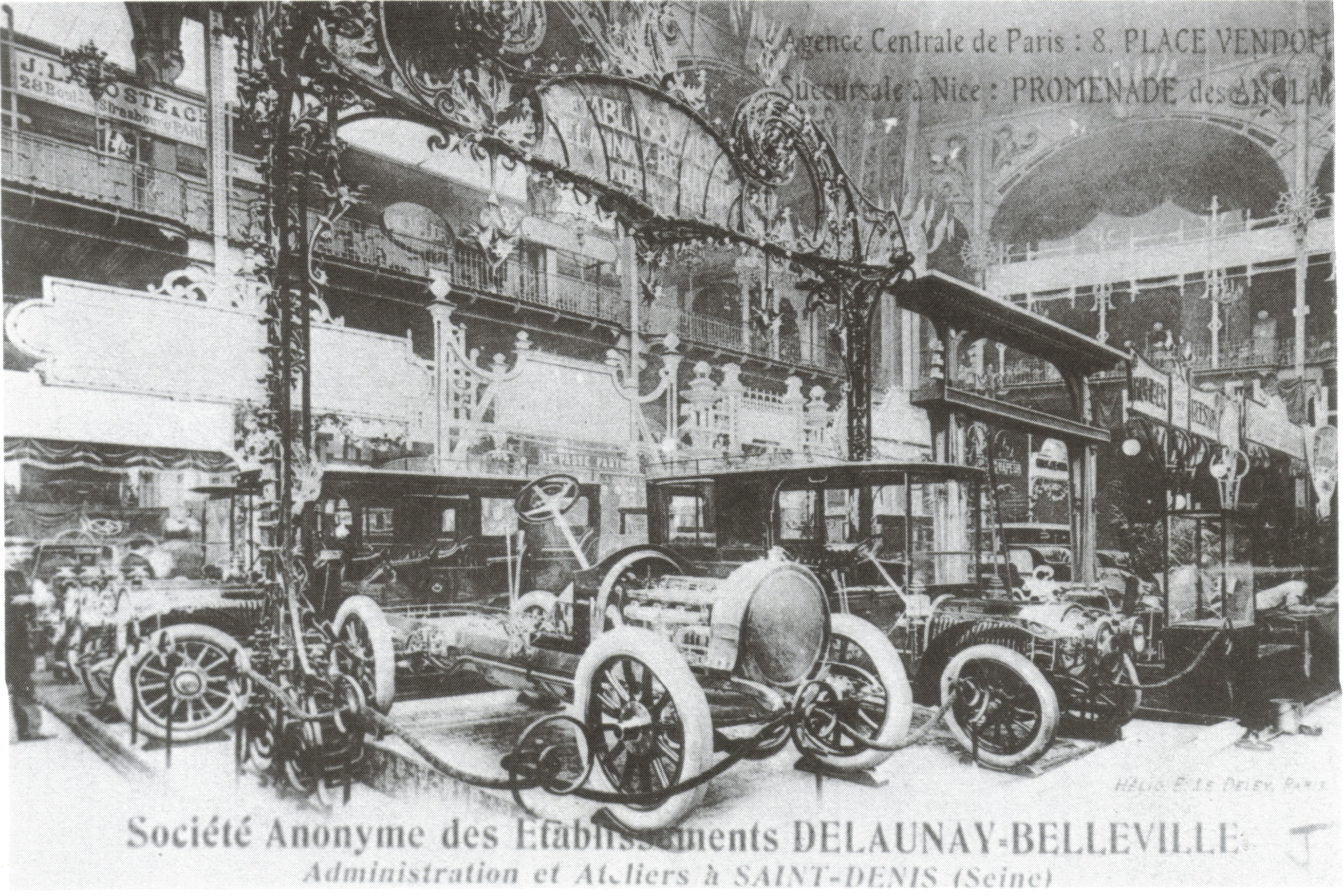
cartolina degli stabilimenti Delaunay-Belleville a Saint-Denis

La Delaunay Belleville è stata una casa automobilistica francese, attiva dal 1903 al 1948.
La società anonima Établissements Delaunay Belleville venne fondata il 14 marzo 1903, presso il notaio parigino Armand Aron, dai fratelli Peter e Robert Delaunay Belleville, quale sezione automobilistica della Usine Saint-Denise, azienda metallurgica e metalmeccanica di famiglia,  principalmente nota per la costruzione di caldaie a vapore per uso marittimo e di organi meccanici in acciaio, alluminio e bronzo.
L'obiettivo di questa società era di costruire veicoli di fascia alta. La sua sede era situata a Saint-Denis.
Hanno prodotto autoveicoli fino al 1948, quando la fabbrica è stata venduta a De Rovin per la costruzione delle sue vetture.